# 달려라 바우
《달려라 바우》는 일본의 애니메이션이다. TV 아사히에서 1993년 10월 14일부터 1994년 9월 22일까지 종료이다.
《달려라 바우》는 일본의 쇼가쿠칸이 제작하고, TV 아사히에서 방영된 테리 야마모토 원작의 만화·애니메이션이며, 부제는 "바우 와우"이다. 1993년 10월 14일부터 1994년 9월 22일까지 TV 아사히에서 《헤이세이 개 이야기 바우(平成イヌ物語バウ 헤세 이누 모노가타리 바우)》라는 제목으로 방영했고, 대한민국에서는 "달려라 바우"라는 제목으로 2000년 6월 8일부터 10월 18일까지 KBS 2TV에서 방영했다.

## 방송 일시
| 방송 채널 | 방송일                             | 방송 시간 |
| --------- | ---------------------------------- | --------- |
| TV아사히  | 1993년 10월 14일 ~ 1994년 9월 22일 | 종료      |
| KBS 2TV   | 2000년 6월 8일 ~ 10월 18일         | 종료      |

## 작품 소개
불 테리어 품종의 개 바우가 주인공인 만화이다. 바우는 마감일에 쫓겨 생활하는 만화가 지남철과 함께 생활하고 있으며, 항상 주변에 말썽만 피우는 말썽꾼이다. 특히 장씨 일가에 눈밖에 나 애물단지 취급을 받는다. 하지만 바우의 현재 주인인 장단비의 아버지 장춘삼을 구한 일을 계기로 기르는 것이 허락되어 키우고는 있지만, 여전히 말썽꾼임은 변함이 없다.

## 등장인물
- 바우
- 장단비
- 장춘삼
- 지남철

## 목소리출연
- 바우 : 문관일
- 장단비 : 정미경
- 장춘삼 : 노민
- 지남철 : 김승태

## 제작진
- 우리말제작 : KBS 미디어
- (구) KBS 영상사업단

## OST

### 오프닝
| 기수 | 제목                  | 방영 시작화             | 종영화                  | 한국 적용                                                                              |
| ---- | --------------------- | ----------------------- | ----------------------- | -------------------------------------------------------------------------------------- |
| 1기  | 大キライ(다이키라이!) | 제 1화 1993년 10월 14일 | 제 40화 1994년 9월 22일 | KBS 2TV 방영분인 달려라 바우 오프닝. 비디오 방영분 엔딩이 이 노래의 한국어 번안곡이다. |

### 엔딩
| 기수 | 제목                                     | 방영 시작화             | 종영화                  | 한국 적용                                                                        |
| ---- | ---------------------------------------- | ----------------------- | ----------------------- | -------------------------------------------------------------------------------- |
| 1기  | 二人きりで行こうよ(후타리키리데이코우요) | 제 1화 1993년 10월 14일 | 제 30화 1994년 6월 23일 | KBS 2TV 방영분 달려라 바우 엔딩                                                  |
| 2기  | 年がらノー天気(토시가라노텐키)           | 제 31화 1994년 6월 30일 | 제 40화 1994년 9월 22일 | 비디오 방영분 오프닝. 그리고 비디오 방영분 오프닝이 이 노래의 한국어 번안곡이다. |

## 타사
절대무적 라이징오에 5학년 3반 아이들이 성인이 된 모습으로 특별출연하였다.